# Lisa Jacob
Lisa Jacob (n. 13 mai 1974) este o înotătoare americană, medaliată olimpică. A participat la o ediție a Jocurilor Olimpice (1996) în care a câștigat 3 medalii de aur.